# 阿部成章
阿部成章（日语：／ Abe Shigeaki，1947年9月22日—），山形县鹤冈市出身，日本男子篮球运动员，毕业于日本体育大学。他曾代表日本参加1972年夏季奥运会和1976年夏季奥运会男子篮球比赛。